# Eugène François d'Arnauld
Eugène-François-Auguste d'Arnauld, barone de Vitrolles (Vitrolles, 11 agosto 1774 – Parigi, 1º agosto 1854) è stato un nobile e politico francese, ultrarealista, sostenitore di Carlo X, oppositore alla politica di Luigi XVIII.

## Biografia
Unico figlio di Paul-Auguste d'Arnauld (1737-1791) e di Françoise-Joséphine de la Balme de Pina, Eugène François d'Arnauld nacque l'11 agosto 1774 al castello di Vitrolles, nelle Alte Alpi, da una vecchia famiglia parlamentare di Aix, in Provenza. Fu battezzato il giorno dopo. Cugino dell'ammiraglio de Suffren, fu allevato da suo zio, l'abate de Pina, grande vicario di Puy, che lo fece entrare nel collegio di Monistrol, vicino a questa città, sotto la regola effettiva di un insegnante allora famoso, l'abate Proyart. Lì prese lezioni di scherma da un sergente della Royal-marine, Bernadotte, il futuro re di Svezia, che nel 1801 fece rimuovere il suo ex studente dalla lista degli emigrati.
Uomo dell'ancien régime, opposto alla rivoluzione del 1789, stava viaggiando con lo zio in Svizzera, vicino a Losanna, al suo inizio, per raggiungere il resto della famiglia che aveva ritenuto opportuno recarvisi per un breve soggiorno in attesa degli eventi che sembravano annunciare la riunione degli Stati generali. Non tornò in Francia ed emigrò nel 1791. Arruolato nell'esercito del principe di Condé, fu richiamato nel 1792 ad Aix per interessi familiari alla morte del padre. Si distinse contro gli eserciti francesi in particolare a Bertzheim nel 1793, e lasciò l'esercito di Condé nel 1794. Senza risorse, attraverso l'intermediazione dell'ex costituente Mounier, emigrato come lui, fu presentato a Erfurt alla duchessa di Bouillon e ne sposò la figlia adottiva, Maria-Thérésia-Wilhelmine-Joséphine-Antoinette de Folleville (1773-1839), a Erfurt nel febbraio 1795, dalla quale ebbe tre figli. Dopo una breve permanenza in Germania, dove incontrò Goethe, Rivaroli, Klopstock e studiò filosofia, andò in Inghilterra. Ritornò segretamente in Francia nel 1799, si nascose vicino a Roermond, dove era sua moglie, e fu rimosso dalla lista degli emigrati sotto il Consolato.
L'imperatore lo nominò, senza consultarlo, sindaco di Vitrolles, consigliere generale delle Alte Alpi e ispettore degli ovili imperiali, e lo creò barone dell'impero il 15 giugno 1812. Fedele ai suoi vecchi padroni, legato al duca de Dalberg e a Talleyrand, si unì al punto di vista di quest'ultimo nel 1814, andò dagli alleati, implorò lo zar Alessandro I in difesa della causa dei Borboni e riuscì a provocare la rottura del congresso di Châtillon, l'ultima speranza dell'imperatore. Dopo un incontro a Nancy con il conte d'Artois, lo precedette a Parigi e fu nominato da questo principe segretario di stato provvisorio il 16 aprile 1814. Svolse un ruolo importante durante la prima restaurazione, prendendo l'ordinanza del 12 maggio 1814, riguardante la riorganizzazione del corpo dell'esercito francese. Ma l'arrivo di Luigi XVIII diminuì la sua influenza e dovette accontentarsi del titolo di segretario dei consigli del re.
Quando Napoleone tornò dall'isola d'Elba, consigliò coraggiosamente al re di mettersi alla testa dei dipartimenti dell'occidente, ma il consiglio di partenza per Gand prevalse, e fu incaricato di andare a sollevare il sud. Ritornato a Tolosa, concentrò tutti i poteri nelle sue mani, organizzò battaglioni di volontari reali, ma, tradito dalla rivolta di un battaglione d'artiglieria, fu arrestato e imprigionato al castello di Vincennes, poi nella prigione dell'Abbazia. Un ordine di Fouché ristabilì la sua libertà dopo Waterloo, e al suo ritorno da Gand fu posto dal duca d'Angoulême alla testa del movimento reazionario a Tolosa. La partenza del duca per Parigi mise fine alla sua autorità.
Eletto, il 22 agosto 1815, deputato del grande collegio delle Basses-Alpes alla Camera dei deputati dei dipartimenti nell'Assemblea nazionale, con 77 voti (119 votanti, 179 registrati), fu nominato, un mese dopo, il 19 settembre, Ministro di Stato e membro del Consiglio privato. Seduto alla Camera tra gli ultrarealisti, si oppose allo scioglimento del 5 settembre 1816 e divenne uno degli agenti più attivi e più abili della politica personale del conte d'Artois. Scrisse il memoriale confidenziale alle potenze alleate dell'agosto 1816 e, nel 1818, la famosa nota segreta in cui questo principe chiedeva ai gabinetti stranieri l'intervento in Francia per rovesciare il governo del duca di Richelieu, presumibilmente in cerca di ri-rivoluzione, e di mettere il potere nelle mani degli ultrarealisti. In questo modo voleva influenzare il corso del congresso di Aquisgrana, e in questa occasione perse il titolo di Ministro di Stato, che il re non gli tornò il 7 gennaio 1824.
Nominato ministro plenipotenziario al granduca di Firenze nel dicembre 1827, entrò quasi nel ministero di Martignac, consigliò l'appello del duca de Polignac agli affari, fu nominato maresciallo di campo il 7 gennaio 1828 e Pari di Francia il 27 gennaio 1830. Non lo avevano messo nel segreto delle ordinanze, il cui ritiro ottenne il 29 luglio, troppo tardi per impedire il successo della rivoluzione. Il pomeriggio del 28 luglio, su richiesta del dottor Thiébaut, si era recato a Saint-Cloud, dove ebbe un colloquio di due ore con il re che rifiutò ogni concessione. La caduta del ramo anziano lo riportò alla vita privata, rientrando nell'elenco degli esclusi ai sensi dell'articolo 68 della Carta costituzionale del 1830.
Compromesso per un momento nel tentativo assolutista della duchessa di Berry in Vandea nel 1832, in opposizione alla monarchia costituzionale di Luigi Filippo, fu arrestato durante il saccheggio dell'arcidiocesi, e rilasciato quasi immediatamente. Trascorse il resto della sua vita lontano dalla politica, impegnato con la stesura delle sue memorie, e una corrispondenza attiva con gli amici che aveva in tutte le parti, in particolare con Lamennais, e che doveva tanto per la benevolenza del suo carattere quanto per l'alta distinzione delle buone maniere che aveva mantenuto dall'ancien régime. Morì di malattia il 1º agosto 1854, a Parigi.
Suo figlio primogenito Auguste-Oswald d'Arnaud (1796-1876) sposò Augustine Marie Alexandrine Elisabeth d'Arbaud de Jouques (1811-1834), figlia di Joseph Charles André d'Arbaud de Jouques (1769-1849).